# Modiolastrum lateritium
Modiolastrum lateritium är en malvaväxtart som först beskrevs av William Jackson Hooker, och fick sitt nu gällande namn av Antonio Krapovickas. Modiolastrum lateritium ingår i släktet Modiolastrum och familjen malvaväxter. Inga underarter finns listade i Catalogue of Life.